# John Atlee Kouwenhoven
John Atlee Kouwenhoven (* 13. Dezember 1909 in Yonkers; † 3. November 1990 in Manchester (Vermont)) war ein US-amerikanischer Amerikanist.

## Leben
Er erwarb 1931 den Bachelor of Arts an der Wesleyan University, 1933 den Artium Magister an der Columbia University und 1948 den Doctor of Philosophy an der Columbia University. Er war Associate Professor of English am Barnard College (1948–1950) und Professor am Barnard College (1950–1975).

## Schriften (Auswahl)
- The Columbia historical portrait of New York. An essay in graphic history in honor of the tricentennial of New York City and the bicentennial of Columbia University. Garden City 1953.
- The beer can by the highway. Essays on what's American about America . Garden City 1961.
- The arts in modern American civilization. New York 1967.
- Partners in banking. An historical portrait of a great private bank Brown Brothers Harriman & Co. 1818–1968. Garden City 1968.